# Хлоридный канал 2
Хлоридный канал 2 (англ. chloride channel 2, CLC-2, CLCN2) — потенциал-зависимый хлоридный канал из  суперсемейства CLCN.

## Патология
Мутации гена CLCN2 вызывают у человека несколько типов эпилепсии.